# Буки (Уманский район)
Буки́ (укр. Буки) — посёлок в Уманском районе Черкасской области Украины.

## Географическое положение
Находится на реке Горный Тикич, в посёлке 2 моста через реку.
Ближайшая железнодорожная станция — Поташ находится в 22 км от посёлка.

## История
Поселение известно с конца XVI века.
В 1889 году численность населения составляла 1191 человек, местечко Буки относилось к Уманскому уезду Киевской губернии.
Посёлок городского типа с 1965 года.
В ходе индустриализации СССР в 1927—1929 годы здесь была построена и 7 ноября 1929 года — введена в эксплуатацию Букская ГЭС, плотина которой образует искусственный водопад высотой 2 метра.
Во время Великой Отечественной войны с 14 июля 1941 до 6 марта 1944 селение находилось под немецкой оккупацией.
В 1967 году численность населения составляла 5,5 тыс. человек, здесь действовали маслодельный завод и кирпичный завод.
В 1977 году численность населения составляла 4,1 тыс. человек, здесь действовали ГЭС, пищекомбинат, межколхозная строительная организация, производственное отделение райсельхозтехники, сельское профессионально-техническое училище, две общеобразовательные школы, больница, Дом культуры и семь библиотек.
В январе 1989 года численность населения составляла 2604 человека.
В 1991 году ГЭС была остановлена, а в настоящий момент сооружения станции заброшены.
На 1 января 2013 года численность населения составляла 1916 человек.